# Al-Kasr (Kuwejt)
Al-Kasr (arab. القصر) – miasto w Kuwejcie w gubernatorstwie Dżahra. Według danych szacunkowych na rok 2007 liczy 61 967 mieszkańców. Ośrodek przemysłu naftowego.